# Yapahuwa
Yapahuwa est une citadelle située  à mi-chemin entre Kurunagala et Anuradhapura ; elle fut une des capitales du Sri Lanka médiéval.

## Localisation
Yapahuwa est situé à 112 km de Colombo, dans la province du nord-ouest du Sri Lanka.
Yapahuwa est accessible par la route principale et par la ligne de chemin de fer du nord.
L'ancienne forteresse est construite sur un énorme rocher de granit qui s'élève à 90 m au-dessus des plaines environnantes

## Histoire
La capitale du Sri Lanka est déplacée, en 1273, à Yapahuwa par le roi Buwanekabahu I (1272-1284). Yapahuwa est  à la fois le palais du roi et une forteresse militaire pour résister aux envahisseurs. Le roi dépose dans le temple la relique de la dent sacrée de Bouddha. Des envahisseurs font tomber la forteresse en 1284.  

## Tourisme
L'escalier de pierre se compose à l'origine de trois parties superposées. la partie inférieure a disparu.  Les murs de chaque côté de l'escalier forment des pavillons contenant des sculptures féminines. Au-dessus sont des sculptures de lions stylisés aux yeux de lunettes. En haut de l'escalier est le portail de l'entrée, autrefois, du Temple de la Dent.
Un musée, à l'entrée de la forteresse, possède une collection d'antiquités découvertes à Yapahuwa et dans les environs. 

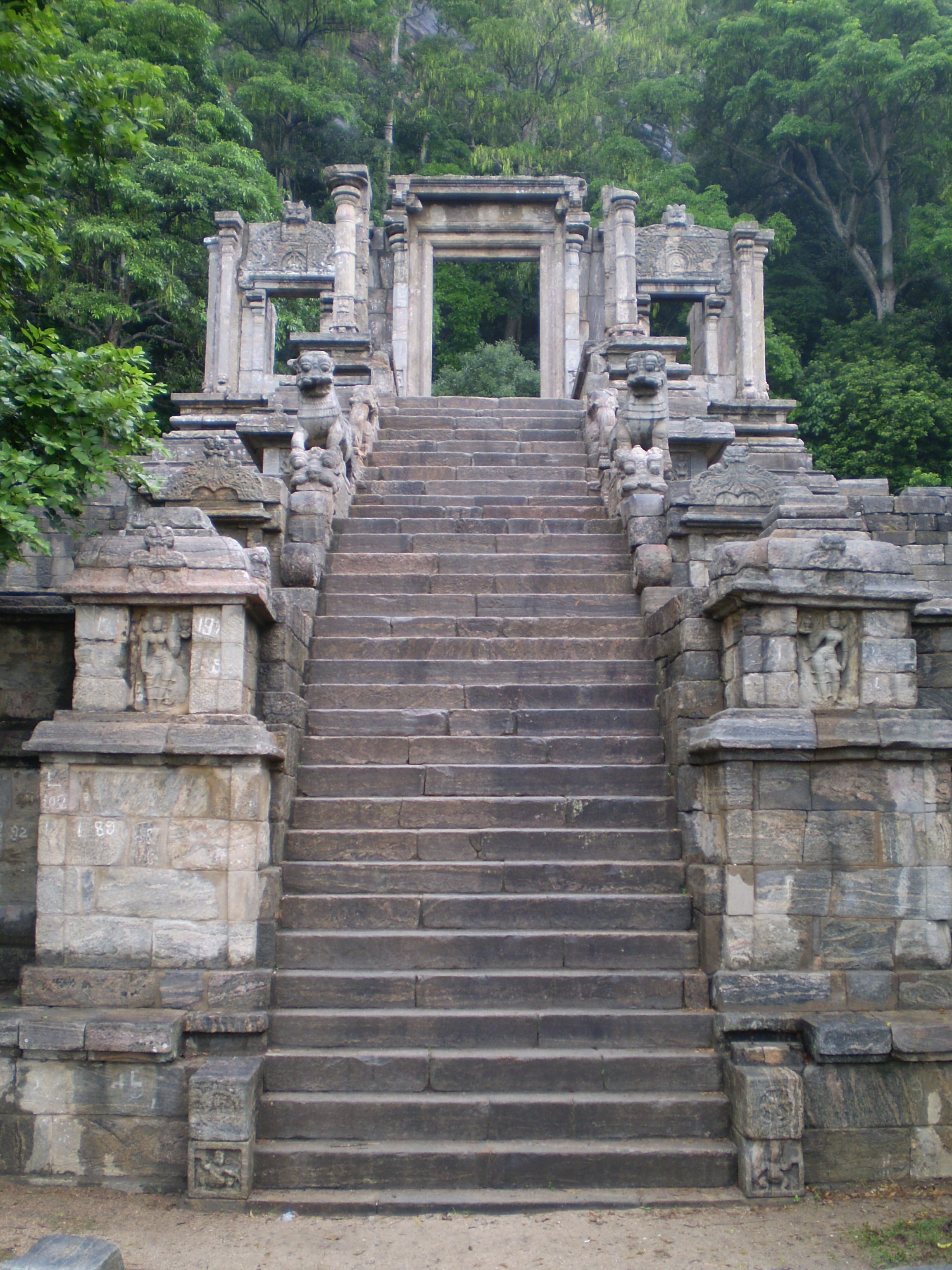
L'escalier
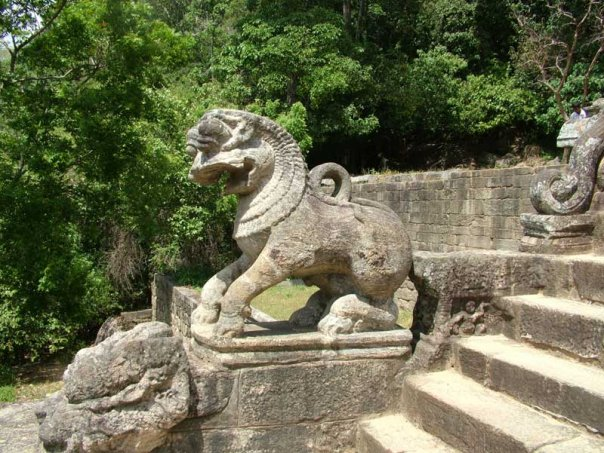
Lion
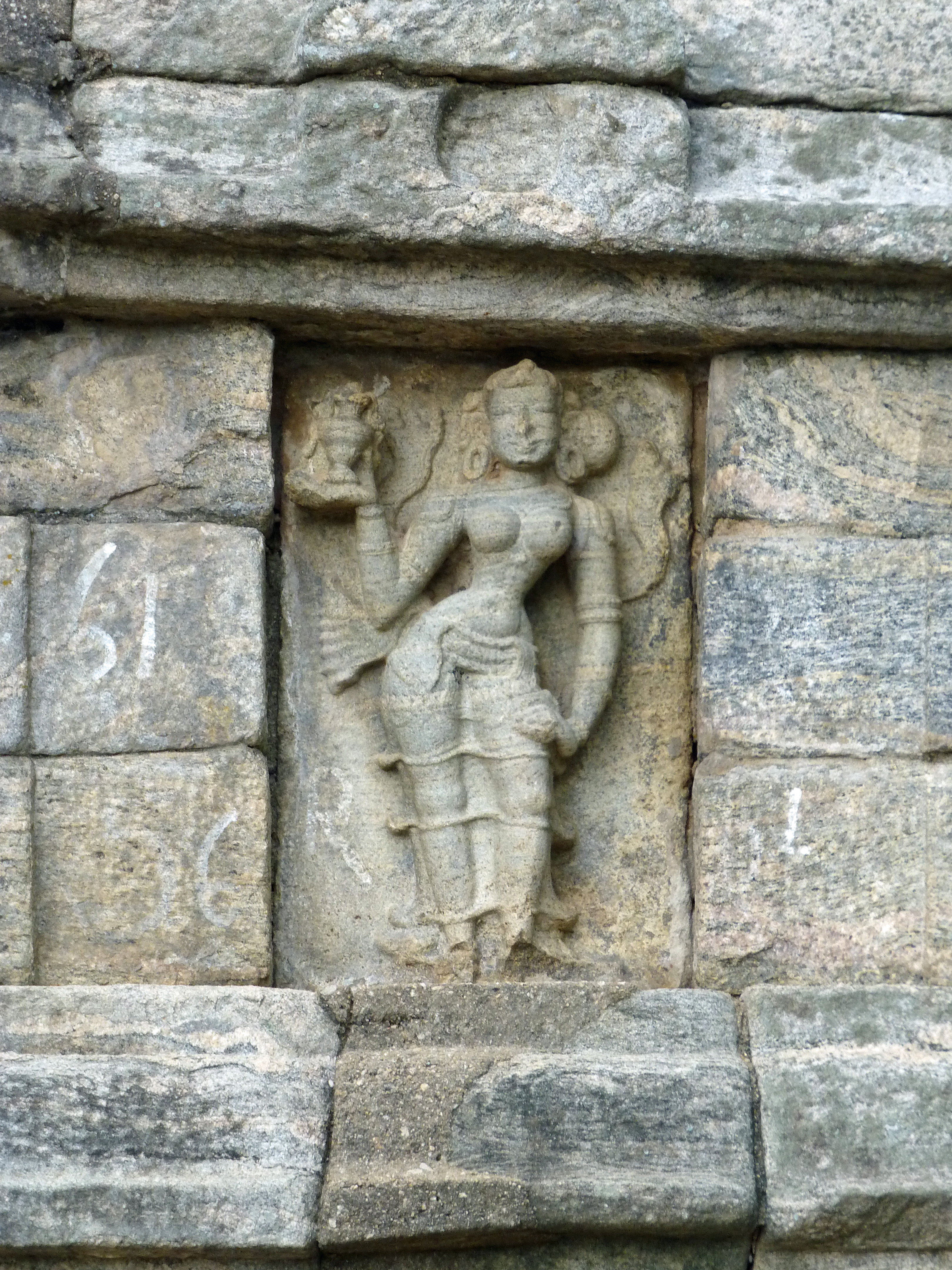
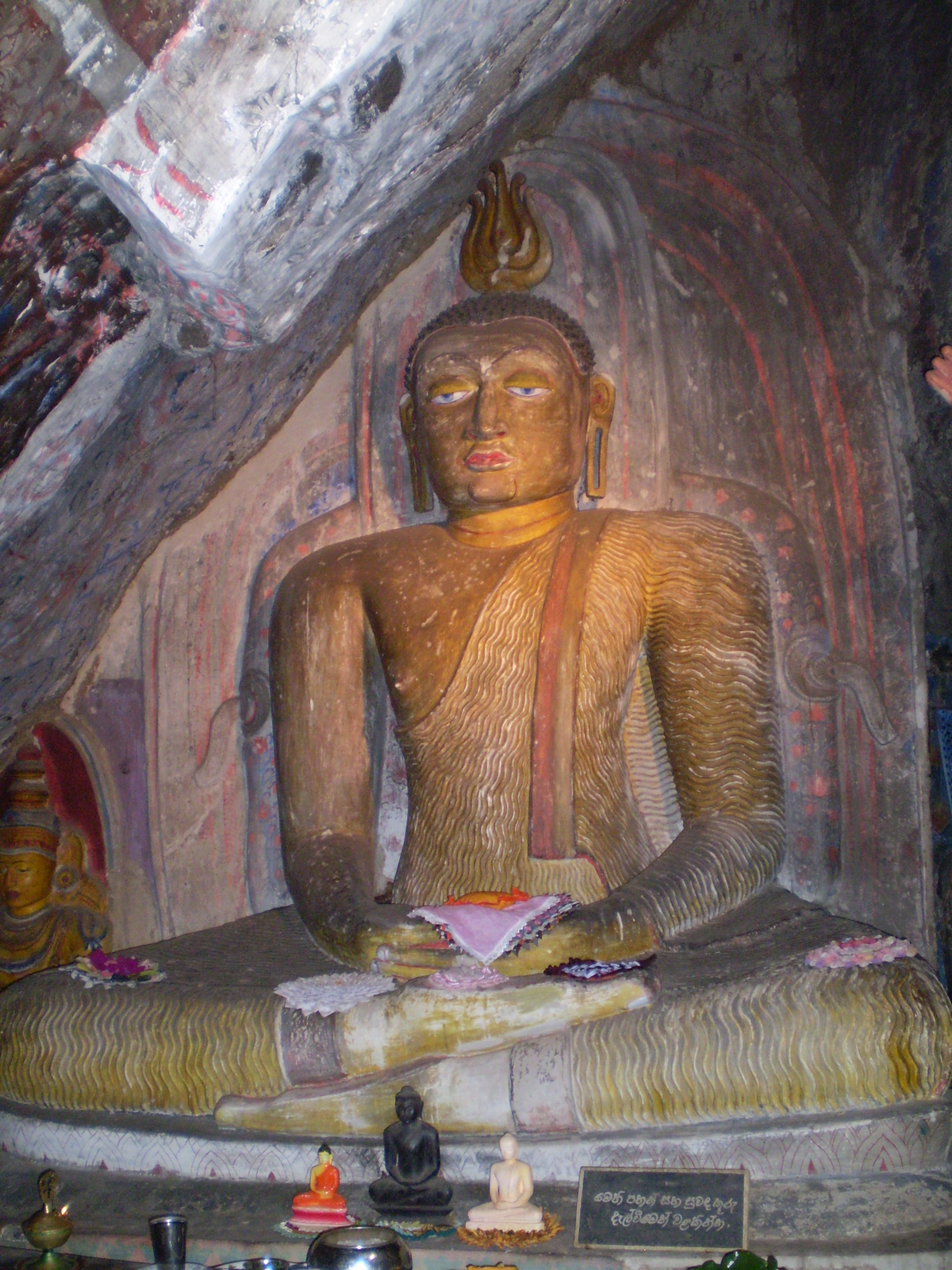
Temple